# Туманность Медуза
Туманность Медуза (Sharpless 2-274, Abell 21) — планетарная туманность в созвездии Близнецов. Названа по имени существа из древнегреческих мифов — горгоны Медузы. Протяжённость туманности Медуза примерно четыре световых года, а её расстояние от Солнца около 1500 световых лет. Несмотря на свои размеры, она крайне тусклая и очень трудна для наблюдения.
Своё название туманность получила из-за того, что волокна светящегося газа, из которых она состоит, напоминают змей, в то время как у мифологической Медузы змеи были вместо волос. Светящиеся волокна туманности состоят из областей красного свечения водорода и более слабого зеленоватого — кислорода, образуя на небе полукруглую структуру. Выбросы массы из звёзд, находящихся на этой стадии своей истории, часто происходят с перерывами, и в результате внутри планетарных туманностей образуются причудливые газовые структуры.
Ещё одно обозначение этой туманности — Abell 21 (или, более формально, PN A66 21). Это имя дано в честь американского астронома Джорджа Эйбелла, который обнаружил этот объект в 1955 году. Некоторое время среди астрономов шли споры — не может ли это газовое облако быть остатком взрыва сверхновой. Однако в 1970-х годах исследователи смогли измерить движения и другие свойства вещества туманности. После этого сомнений в том, что это именно планетарная туманность, не оставалось. Измеренная скорость расширения облака оказалась равной примерно 50 километров в секунду, что гораздо ниже, чем ожидалось бы для остатка сверхновой.